# Glockenblumengewächse
Die Glockenblumengewächse (Campanulaceae) bilden eine Pflanzenfamilie innerhalb der Ordnung der Asternartigen (Asterales). Sie besitzt ein fast weltweites Verbreitungsgebiet. Einige Arten und ihre Sorten werden als Zierpflanzen verwendet.

## Beschreibung und Ökologie

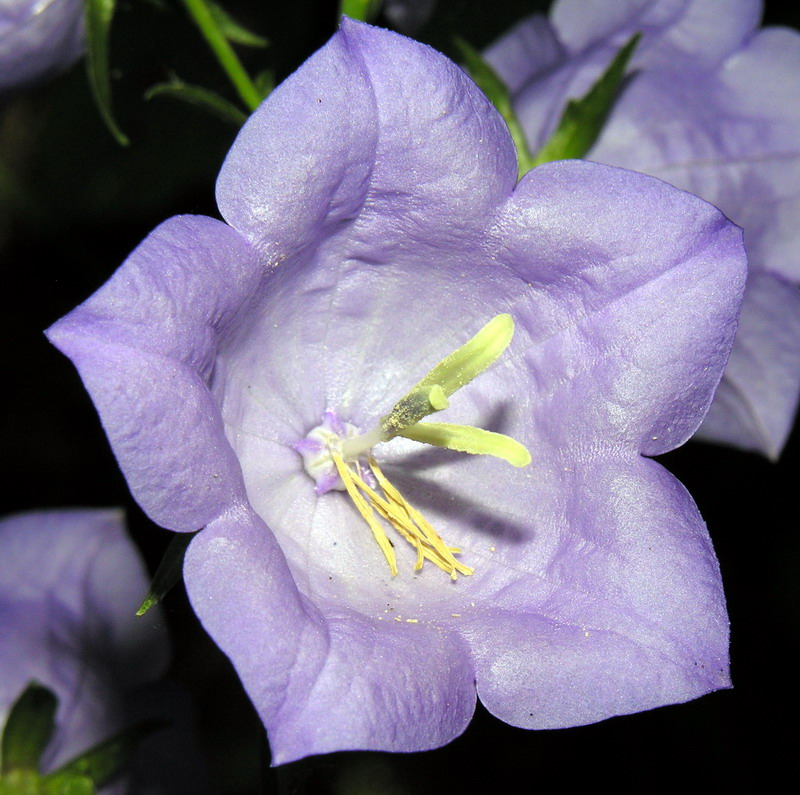
Blüte im Detail einer Sorte der Pfirsichblättrigen Glockenblume (Campanula persicifolia): In der radiärsymmetrischen Blüte sind die fünf blauen Kronblätter sind verwachsen, die fünf gelben Staubblätter welken und die drei Narben sind bestäubungsfähig (Proterandrie).

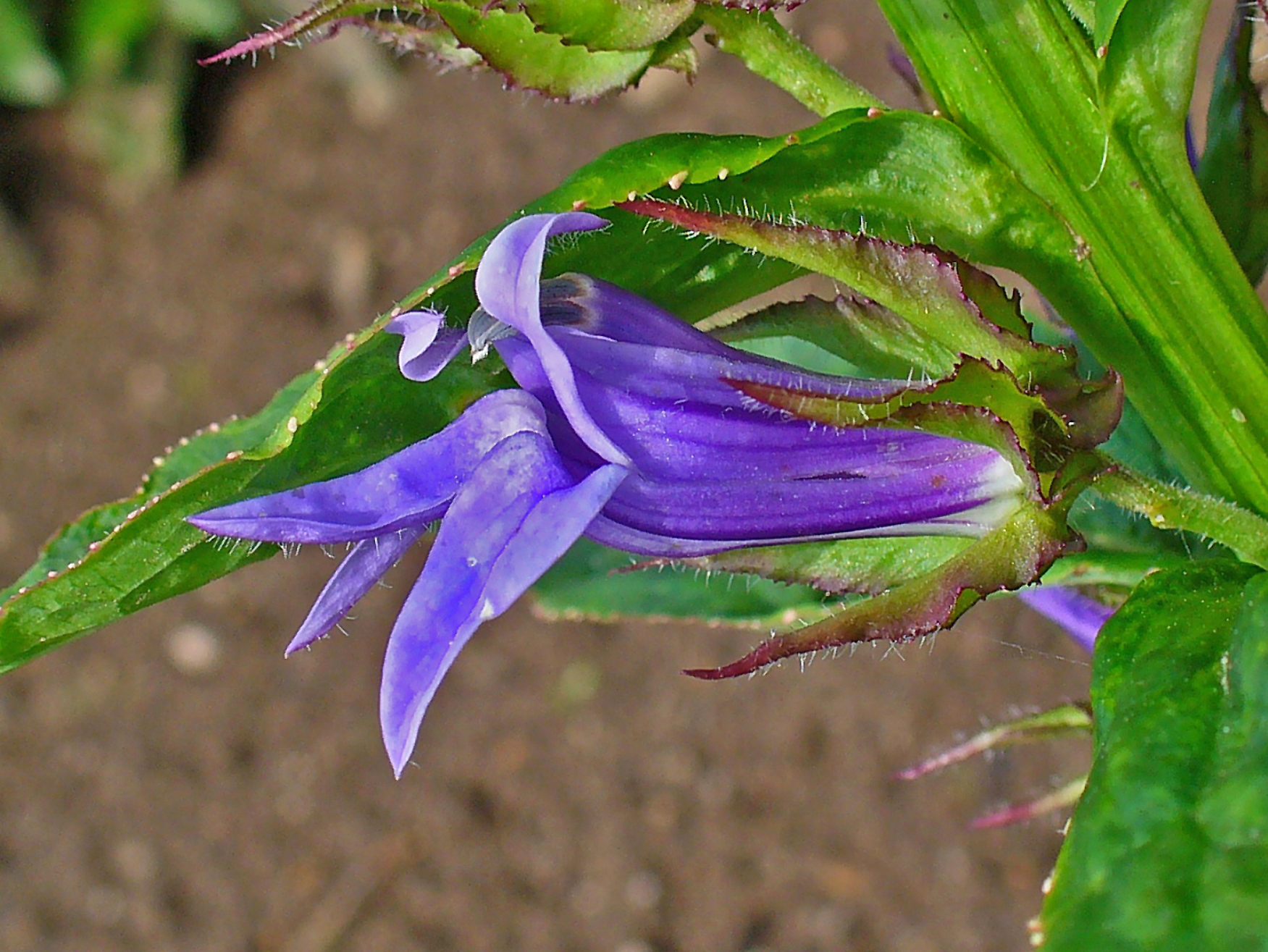
Zygmorphe Blüte von Lobelia siphilitica

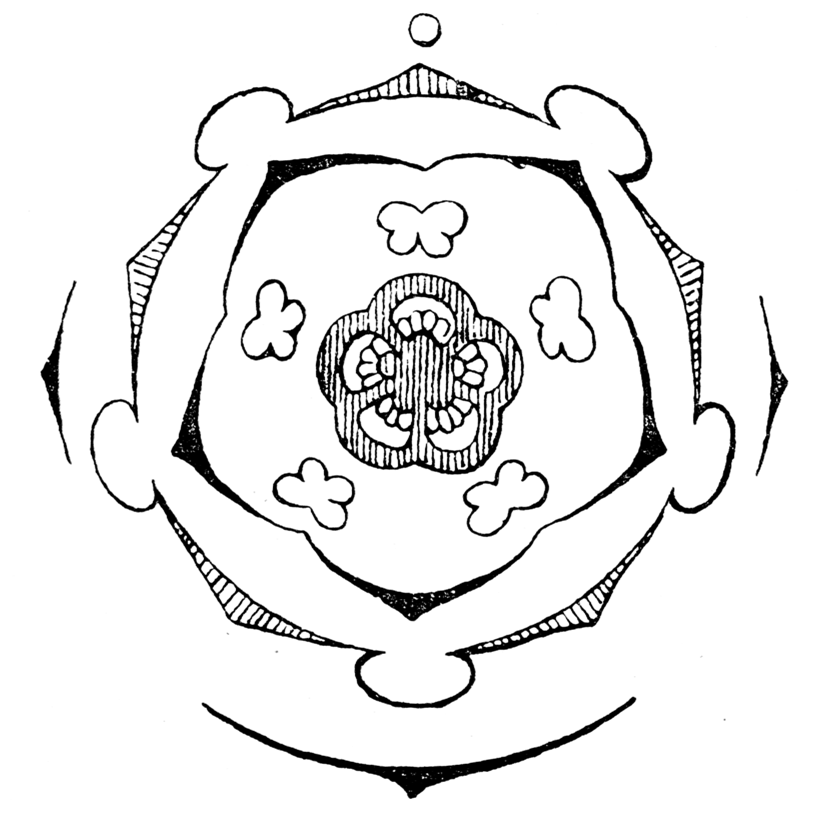
Blütendiagramm von Campanula medium

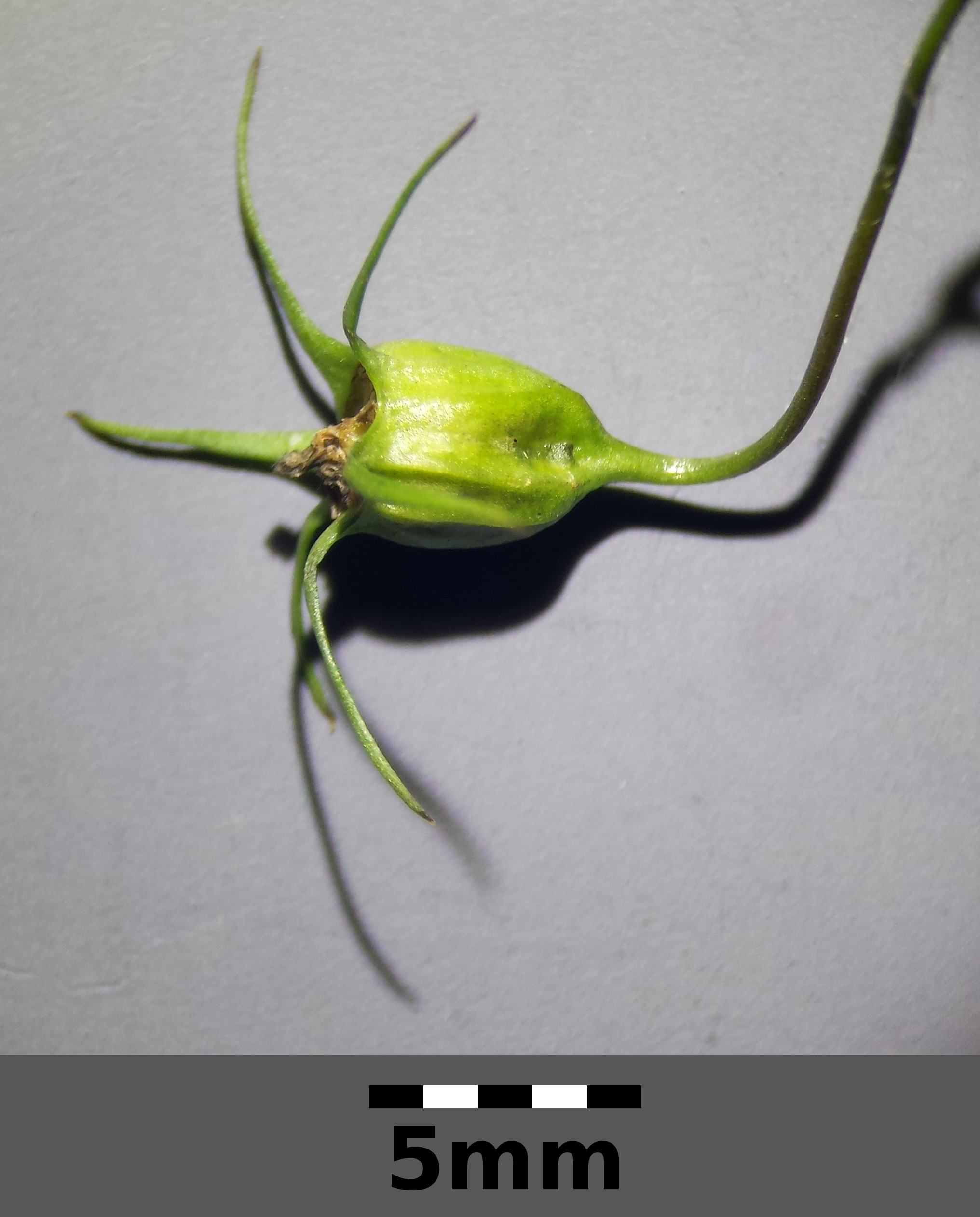
Frucht von Campanula rotundifolia

### Erscheinungsbild und Blätter
Es sind meist ausdauernde oder selten einjährige krautige Pflanzen; selten sind es Halbsträucher, Sträucher oder Bäume. Milchsaft ist meist in Sprossachsen und Blättern, aber auch anderen Pflanzenteilen enthalten. Sie gedeihen als verankerte submerse oder emerse Hydrophyten bis Xerophyten. Oft werden Rhizome als Überdauerungsorgane gebildet.
Die grundständigen, oder meist wechselständig, selten gegenständig oder wirtelig angeordneten Laubblätter besitzen manchmal eine Blattscheide, meist einen mehr oder weniger langen Blattstiel und eine Blattspreite. Die Blattspreiten sind meist einfach und dann lineal bis kreisförmig, oder einfach hand- oder fiederteilig, oder selten zusammengesetzt und dann gefiedert. Die meisten Arten weisen am meist gekerbten, gezähnten oder gesägten Blattrand kleine, weiße Drüsen auf. Aber sie besitzen nie Drüsen auf den Blattflächen. Auf einer oder beiden Blattflächen können anomocytische Stomata vorhanden sein. Nebenblätter sind nie vorhanden.

### Blütenstände und Blüten
Die Blüten stehen einzeln oder seiten- oder endständig manchmal auf Blütenstandsschäften in einfachen oder verzweigten, zymösen, traubigen, ährigen oder doldigen Blütenständen zusammen. Es sind laubblattähnliche bis reduzierte Tragblätter vorhanden, selten fehlen sie. Bei manchen Arten bildet der Blütenstand ein Pseudanthium, also eine Blume.
Die meist mittelgroßen bis großen, zwittrigen Blüten sind meist fünfzählig mit doppelter Blütenhülle. Es existieren sowohl Unterfamilien mit zygomorphen als auch solche mit radiärsymmetrischen Blüten; so findet man beispielsweise bei Campanuloideae radiärsymmetrische und bei Lobelioideae zygomorphe, resupinate Blüten. Bei wenigen Taxa ist ein Nebenkelch vorhanden. Die meist fünf Kelchblätter sind untereinander und mit dem Fruchtknoten verwachsen (nicht so bei Cyananthus) und es sind meist fünf (selten drei, vier oder zehn) Kelchzähne vorhanden. Beispielsweise bei Campanula besitzen die Kelchblätter an ihrer Basis Anhängsel. Die fünf Kronblätter sind verwachsen, bei den radiärsymmetrischen oft glockenförmig und bei den zygomorphen meist zweilippig und es sind meist fünf (selten vier oder zehn) Kronlappen vorhanden. Die Farben der Kronblätter reichen von am Häufigsten Blautönen, auch von weiß bis gelb oder seltener orangefarben und von rosafarben über rot bis purpurfarben. Es ist nur ein (der äußere) Kreis mit fünf fertilen Staubblättern vorhanden; sie können untereinander frei oder verwachsen sein und sie können frei von den Kronblättern sein oder nahe der Kronblattbasis verwachsen sein. Die Staubfäden können manchmal unten verbreiter sein und eine „Nektarkuppel“ (Nectar-dome) bilden. Die Staubbeutel können alle zusammenhängen, besitzen zwei Theken und sie öffnen sich mit einem Längsschlitz. Die je nach Gattung zwei- oder dreizelligen Pollenkörner besitzen selten zwei, meist drei bis zwölf Aperturen und sind colpat, porat, colporat (colporoidat), foraminat oder selten rugat. Zwei, drei oder fünf Fruchtblätter sind zu einem zwei-, drei-, fünf- oder selten durch eine falsche Scheidewand zehnkammerigen Fruchtknoten verwachsen; er ist oberständig oder unterständig (siehe Unterfamilien). Manchmal ist der Fruchtknoten von einem ring- oder röhrenförmigen Nektarium gekrönt. Oder es sind seltener wie bei einigen Codonopsis-Arten Nektargruben unten an der Krone vorhanden. Je Fruchtknotenkammer sind in meist zentralwinkelständiger Plazentation zehn bis fünfzig horizontale, anatrope, unitegmische, tenuinucellate Samenanlagen enthalten. Der Griffel besitzt am oberen Ende pollensammelnde Haare und endet in zwei, drei oder fünf Narben. Es liegt meist Proterandrie mit einer sekundären Pollenpräsentation vor.
Die Blütenformel lautet: {\displaystyle \downarrow } oder {\displaystyle \star \;K_{5}\;[C_{(5)}\;A_{5}]\;G_{\underline {(2-3-5)}}} oder {\displaystyle G_{\overline {(2-3-5)}}}
Die Bestäubung erfolgt häufig durch Insekten (Entomophilie), dafür sind oft sehr spezielle Mechanismen zur Förderung der Fremdbestäubung entwickelt, beispielsweise durch besondere Veränderungen des Griffels oder steriles Gewebe, das die Narben während der Anthese bedeckt.

### Früchte und Samen
Es werden meist poricidale, septicidale oder loculicidale Kapselfrüchte gebildet, die sich mit Klappen oder bei der Gattung Glockenblumen (Campanula) mit Löchern öffnen, zum Ausstreuen der vielen Samen. Es gibt aber auch Taxa die Beeren bilden. Die kleinen Samen besitzen viel meist ölhaltiges, selten stärkehaltiges Endosperm und einen geraden, chlorophylllosen Embryo mit zwei Keimblättern (Kotyledonen). Die Samen können geflügelt oder ungeflügelt sein.

### Inhaltsstoffe
Bei vielen Taxa ist Inulin nachgewiesen. Polyacetylene kommen vor. Alkaloide sind meist vorhanden. In Blättern sind oft Zystolithen vorhanden.

## Systematik

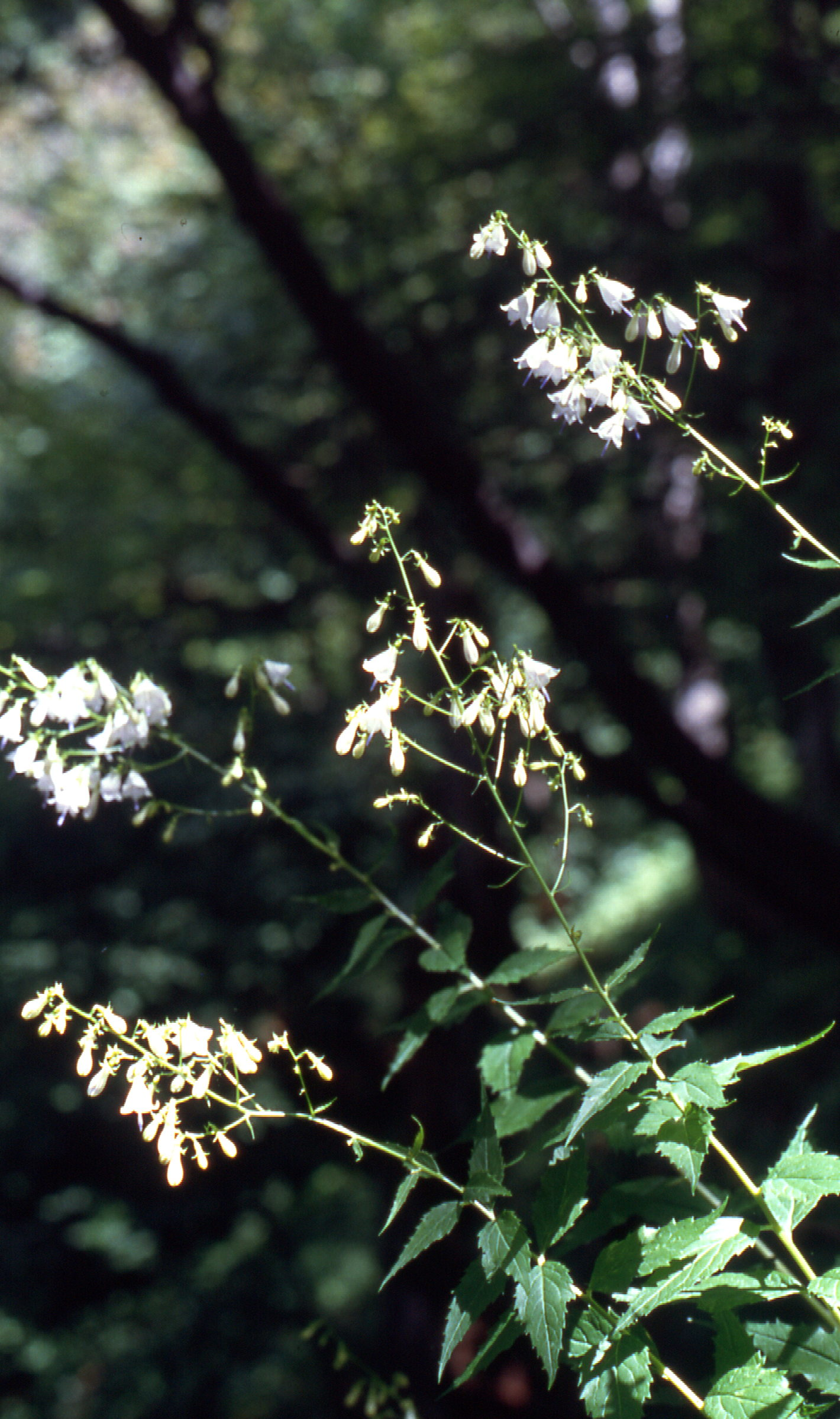
Unterfamilie Campanuloideae: Becherglocke (Adenophora liliifolia)

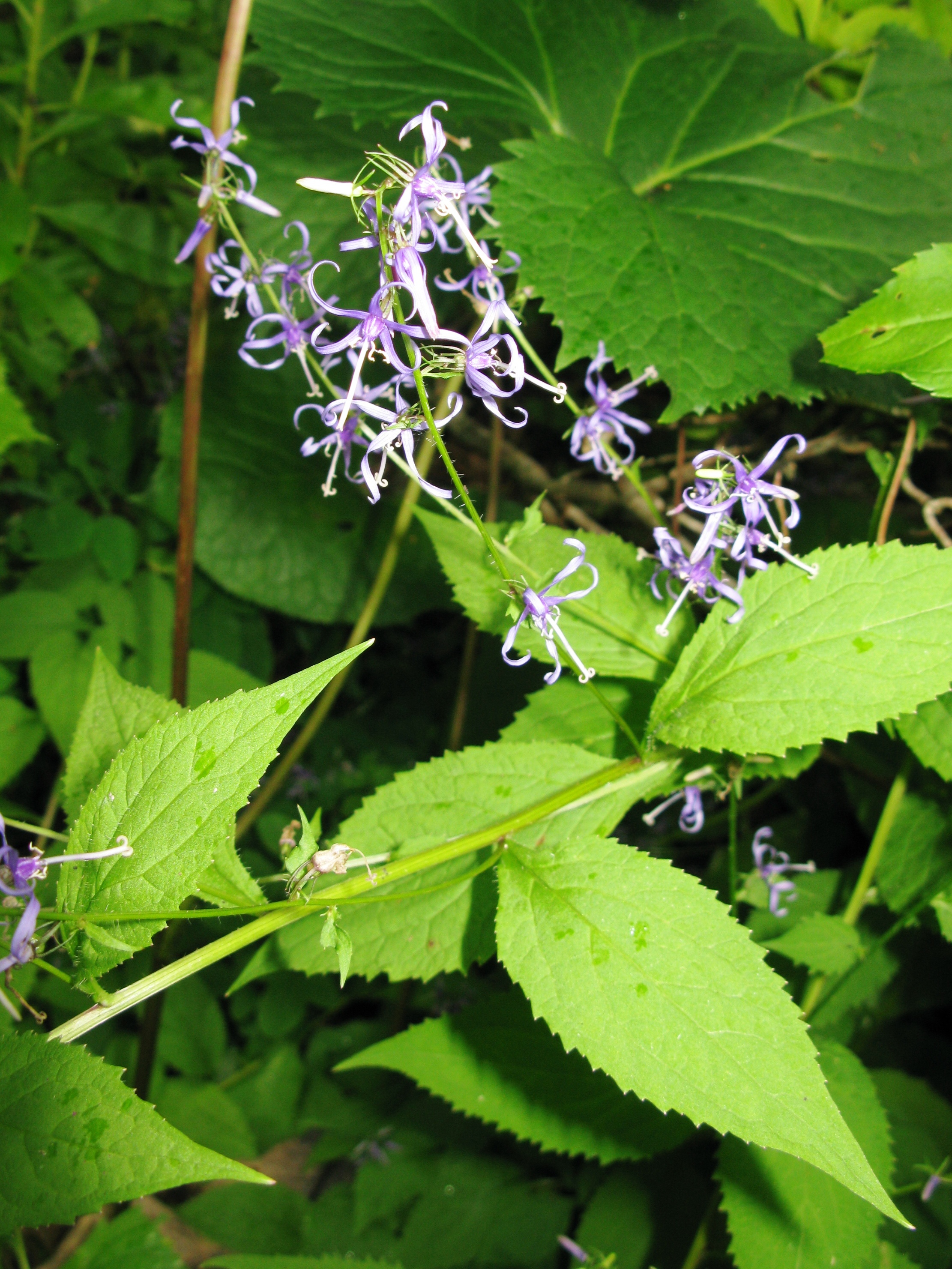
Unterfamilie Campanuloideae: Asyneuma japonicum

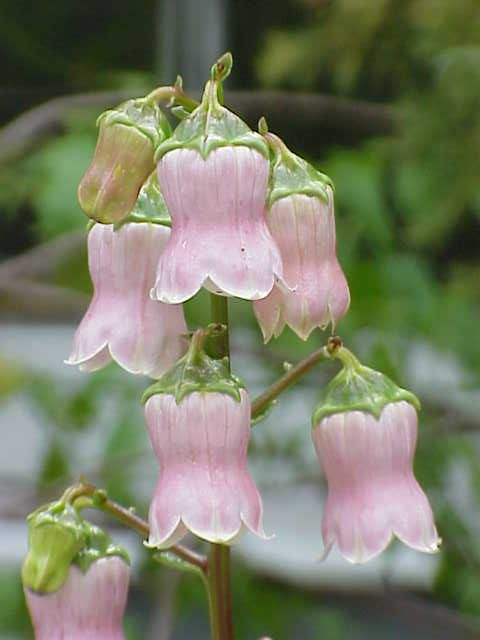
Unterfamilie Campanuloideae: Azorina vidalii

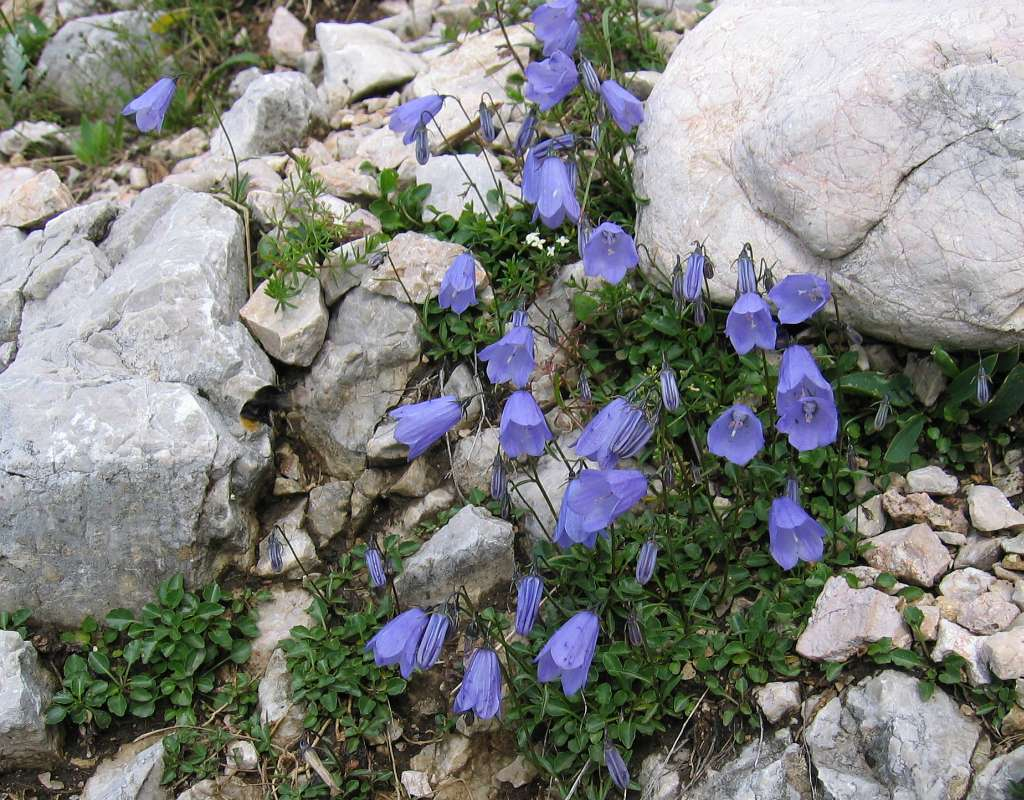
Unterfamilie Campanuloideae: Zwerg-Glockenblume (Campanula cochleariifolia)

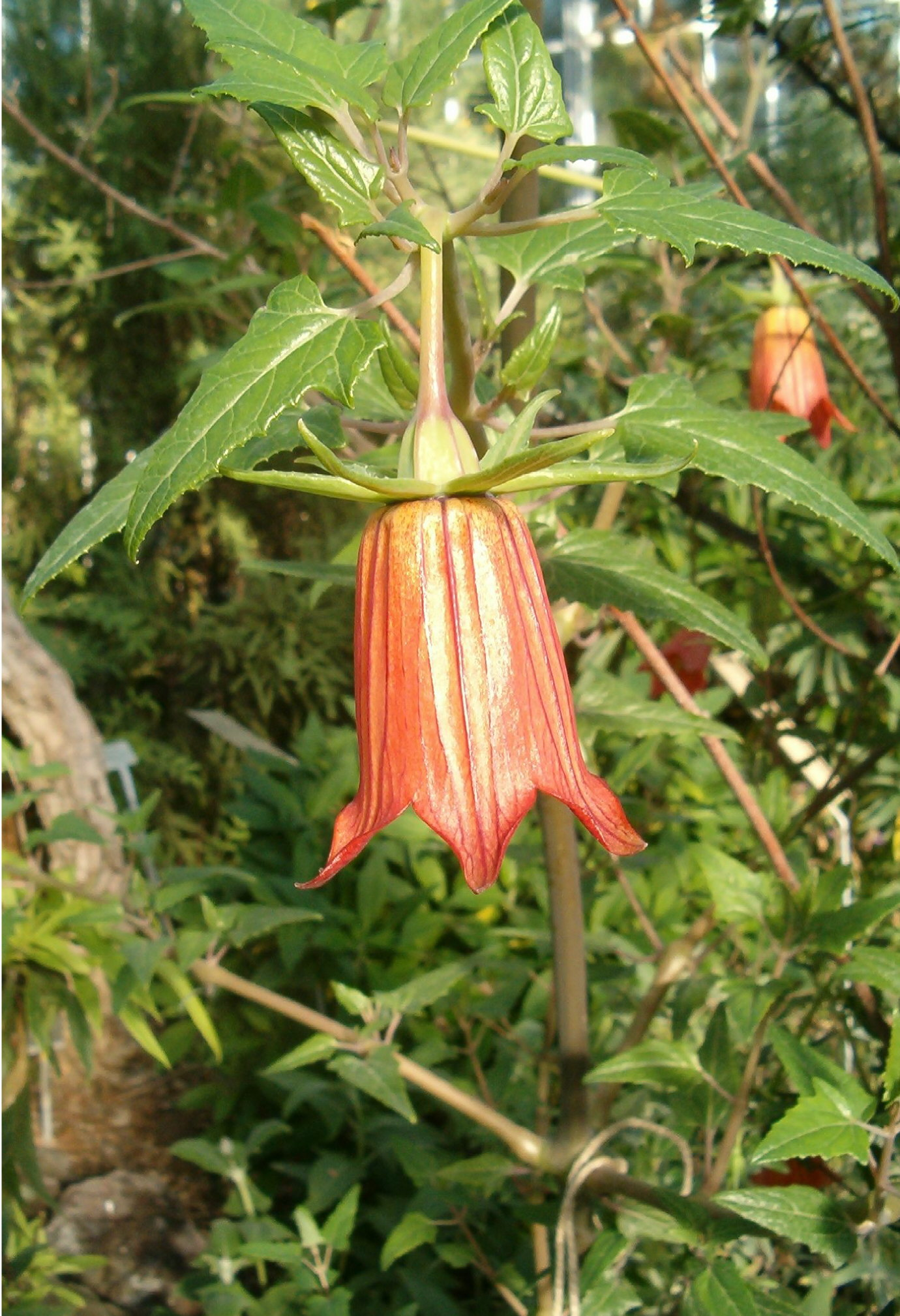
Unterfamilie Campanuloideae: Canarina canariensis

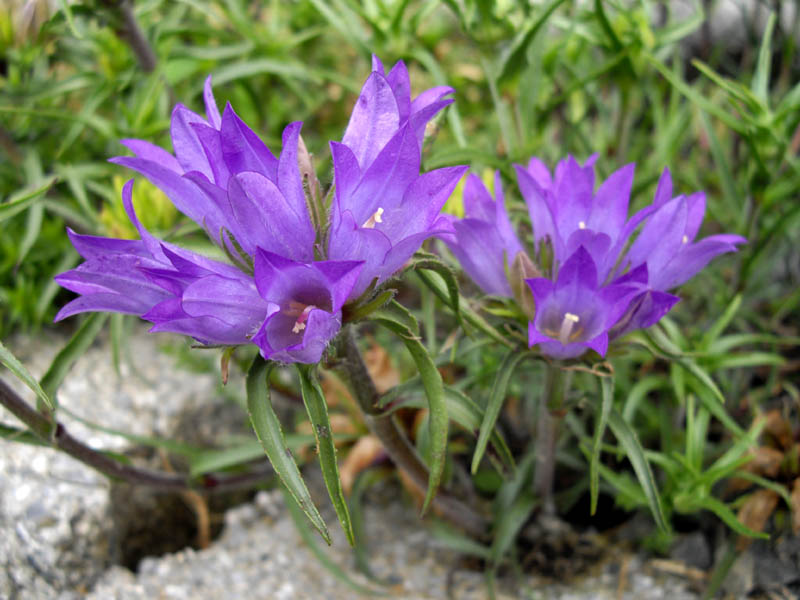
Unterfamilie Campanuloideae: Edraianthus graminifolius

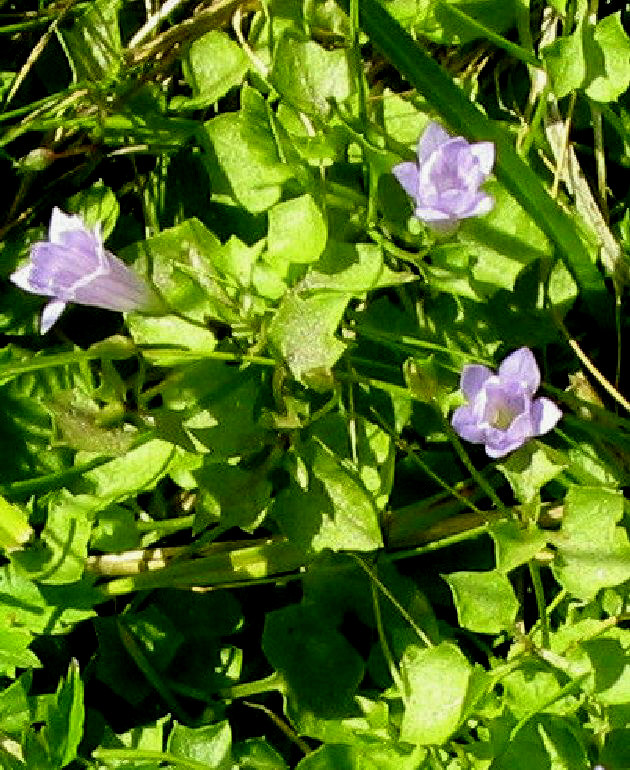
Unterfamilie Campanuloideae: Efeu-Moorglöckchen (Hesperocodon hederaceus, Syn.: Wahlenbergia hederacea)

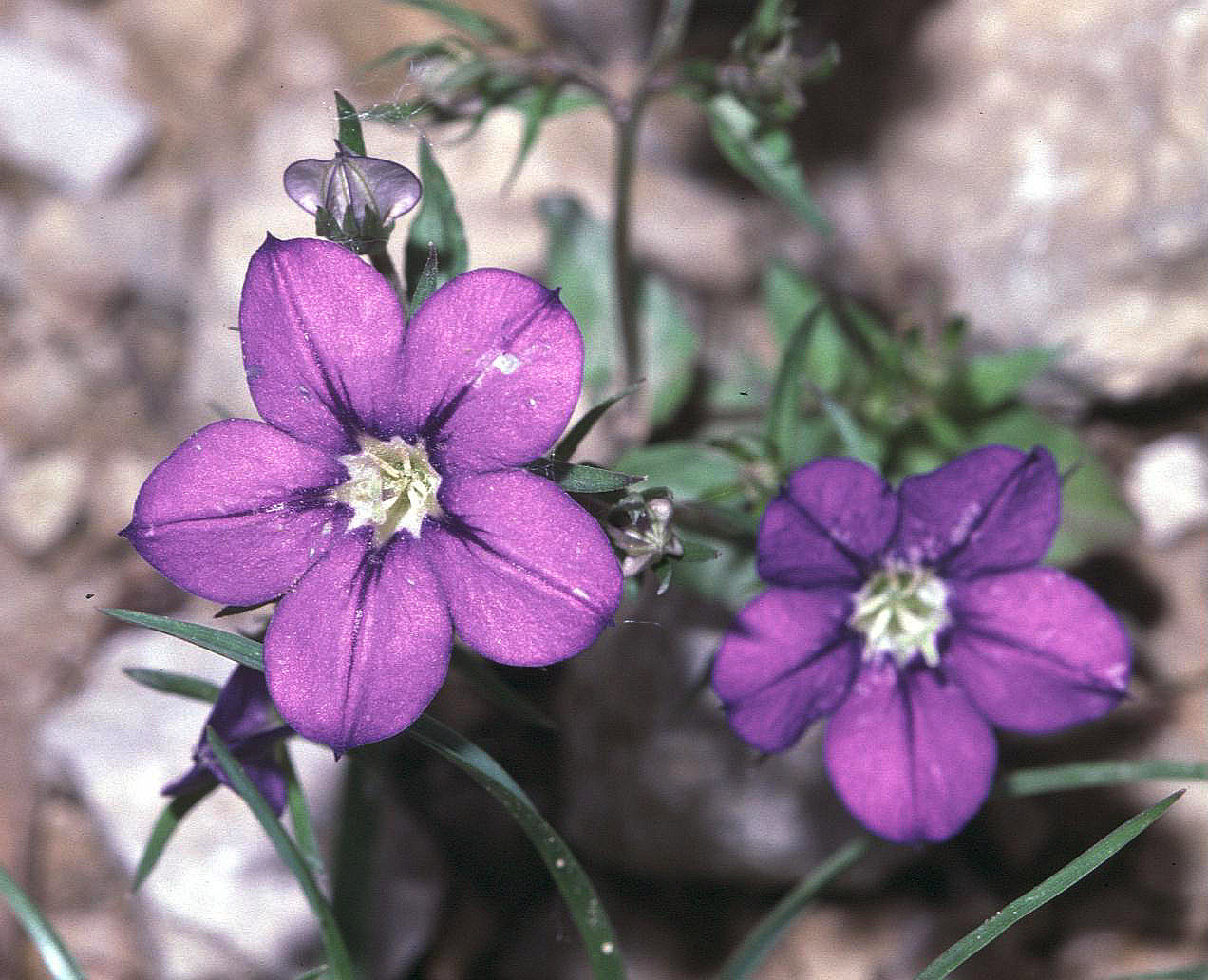
Unterfamilie Campanuloideae: Venus-Frauenspiegel (Legousia speculum-veneris)

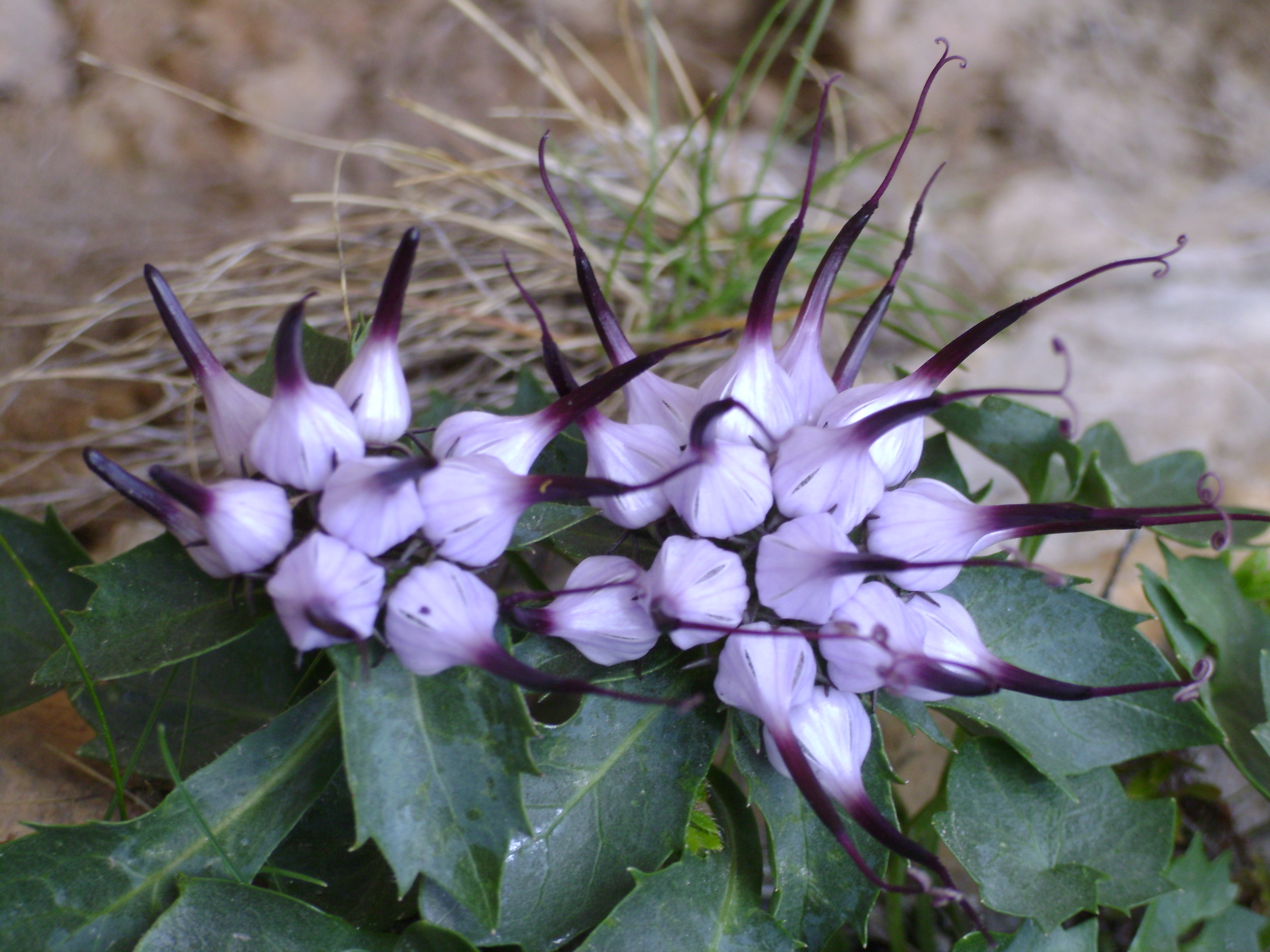
Unterfamilie Campanuloideae: Schopfteufelskralle (Physoplexis comosa)

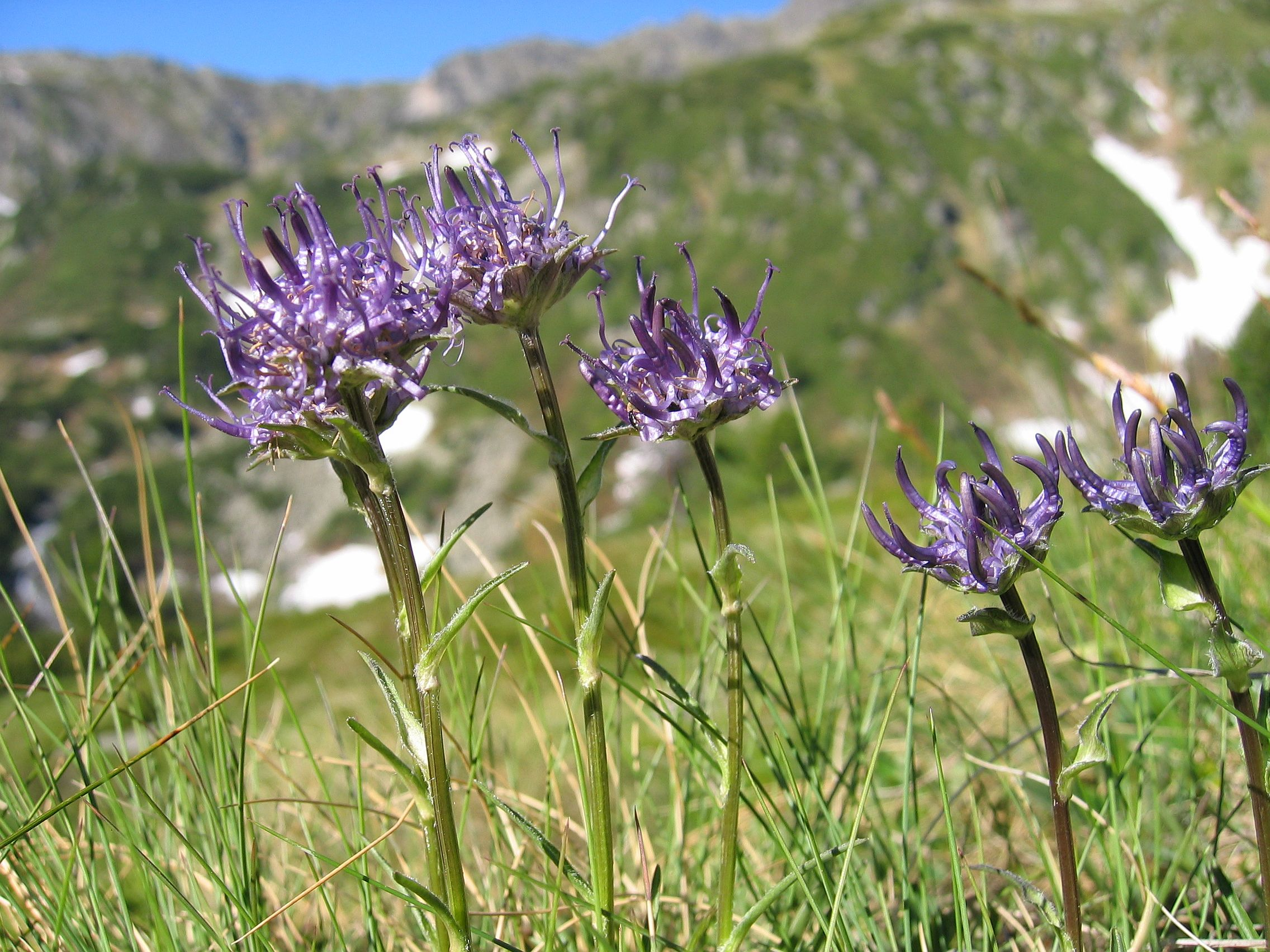
Unterfamilie Campanuloideae: Halbkugelige Teufelskralle (Phyteuma hemisphaericum)

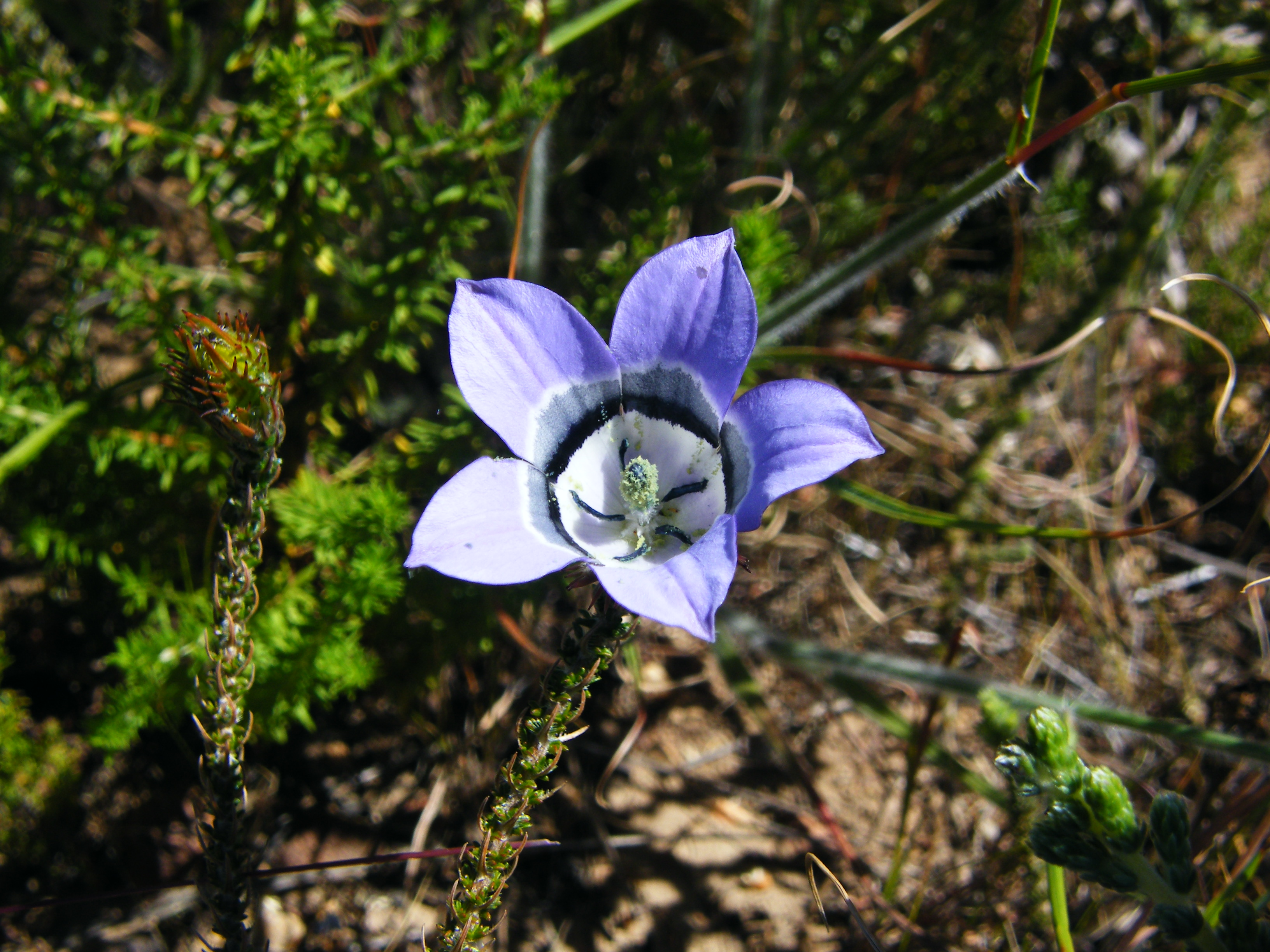
Unterfamilie Campanuloideae: Roella ciliata

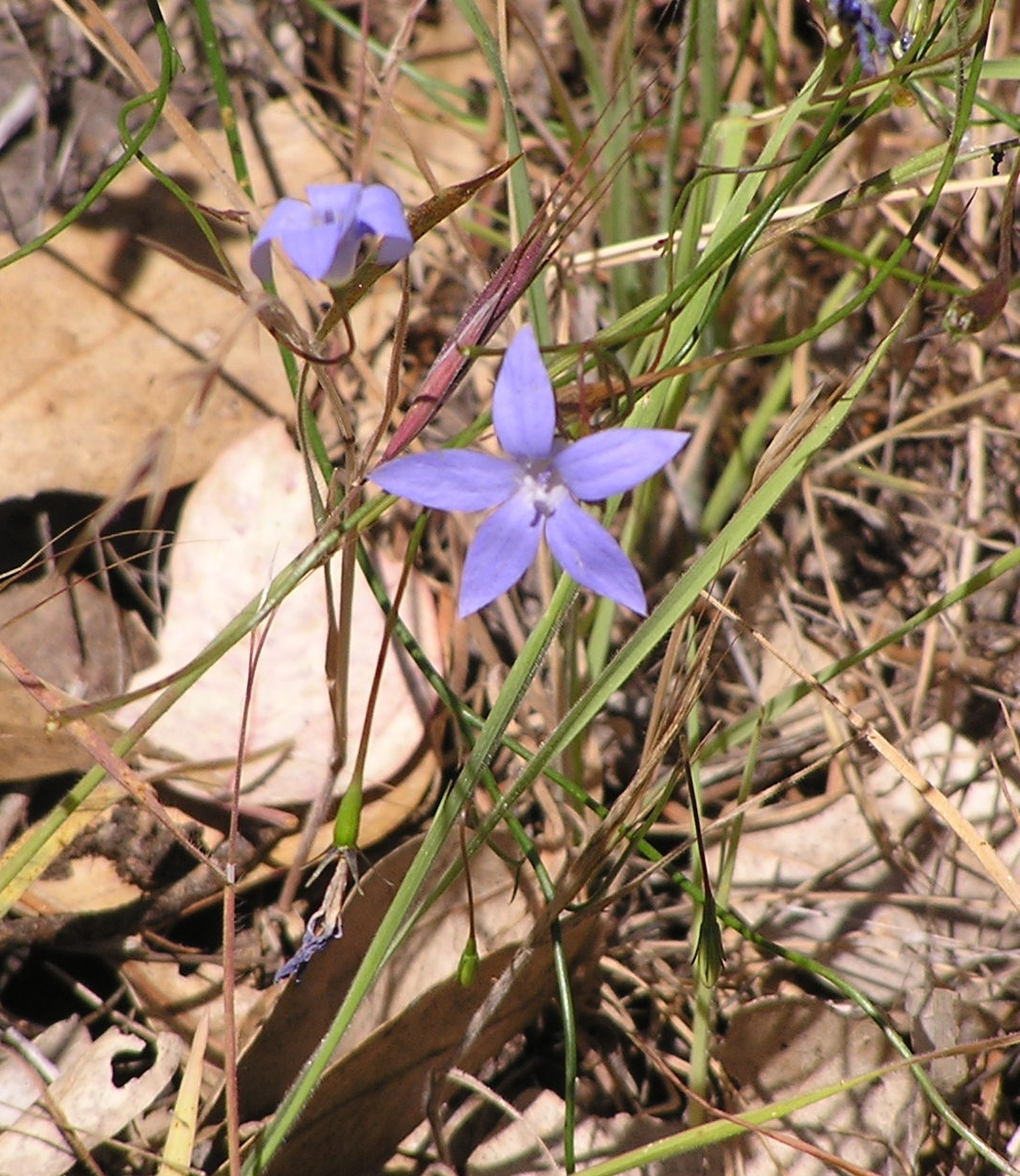
Unterfamilie Campanuloideae: Wahlenbergia stricta

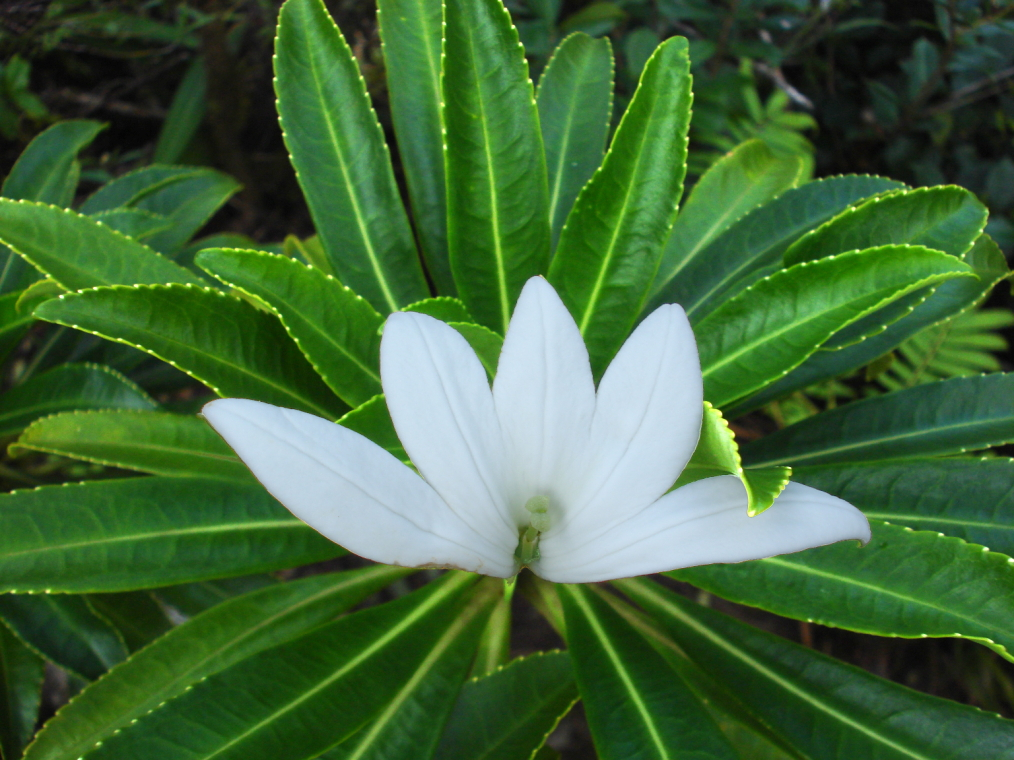
Unterfamilie Lobelioideae: Sclerotheca raiateensis

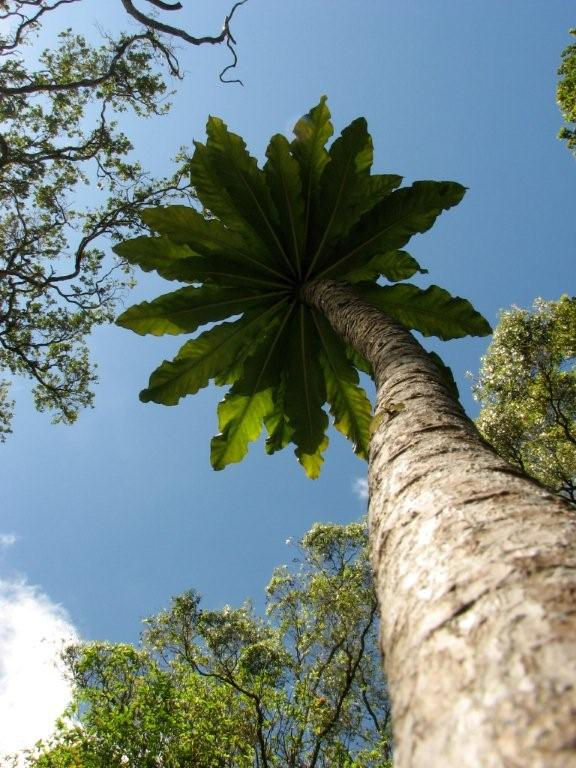
Unterfamilie Lobelioideae: Habitus eines älteren Exemplars von Cyanea superba

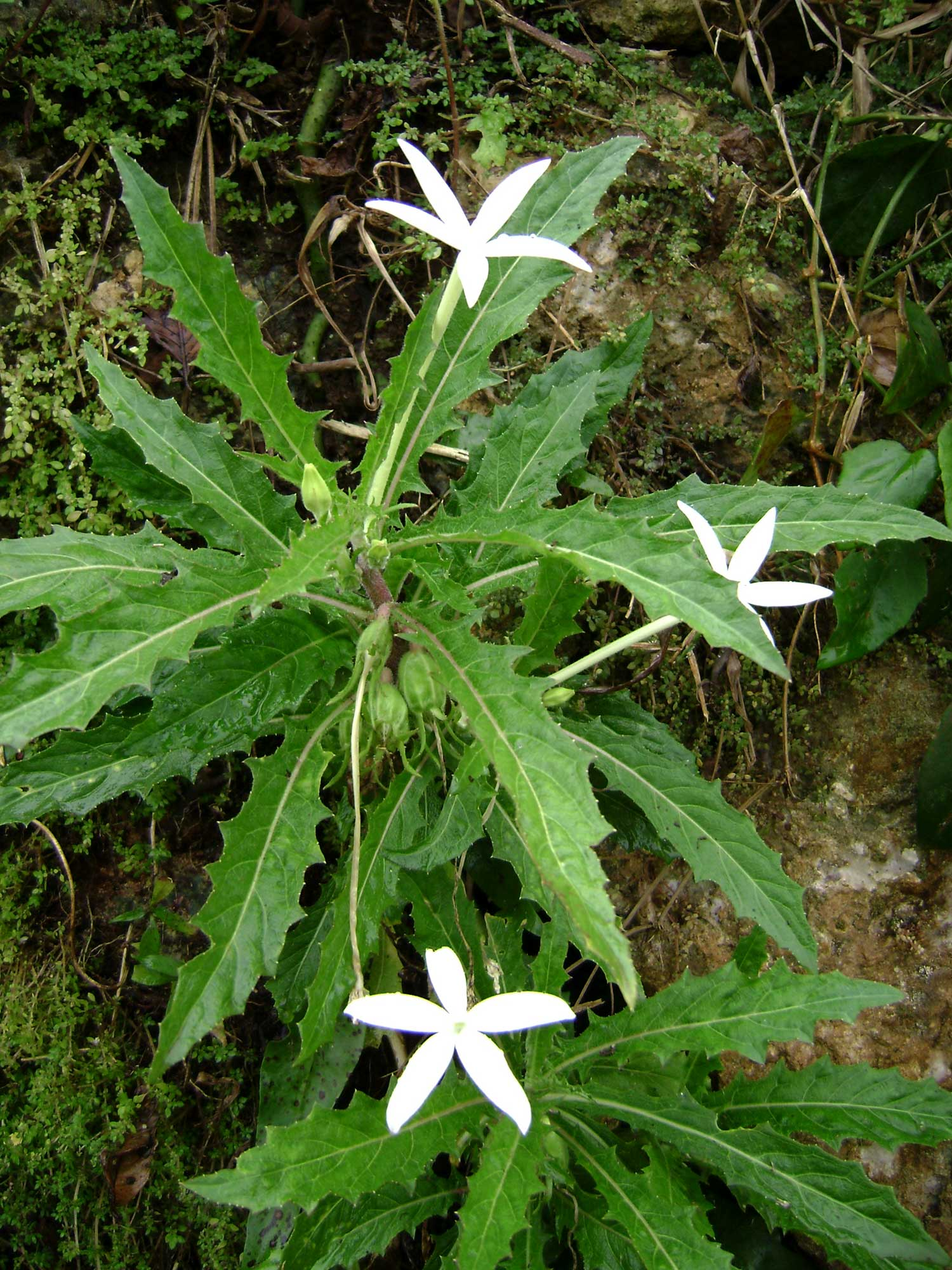
Unterfamilie Lobelioideae: Hippobroma longiflora

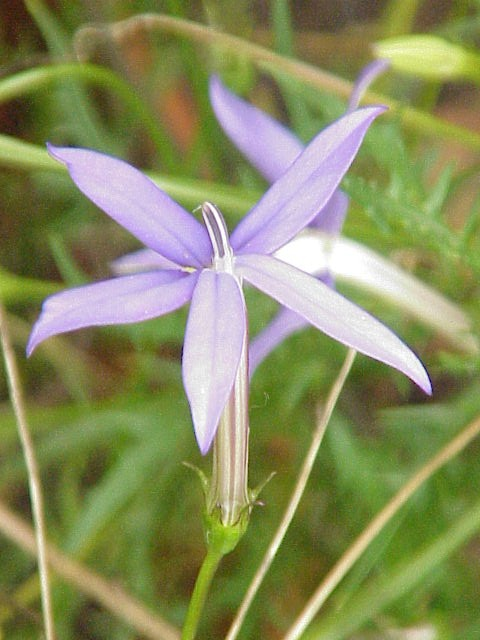
Unterfamilie Lobelioideae: Isotoma axillaris

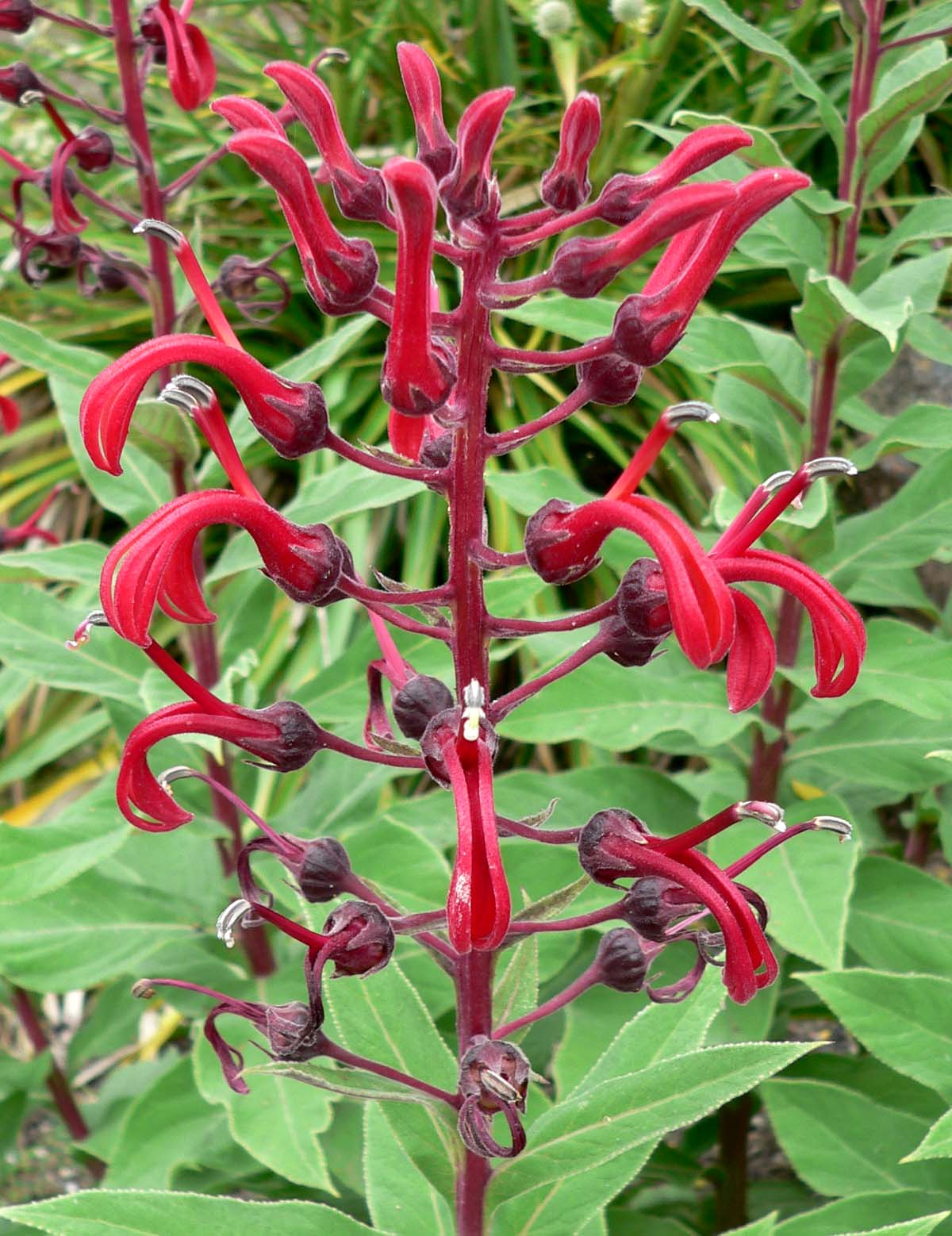
Unterfamilie Lobelioideae: Lobelia tupa

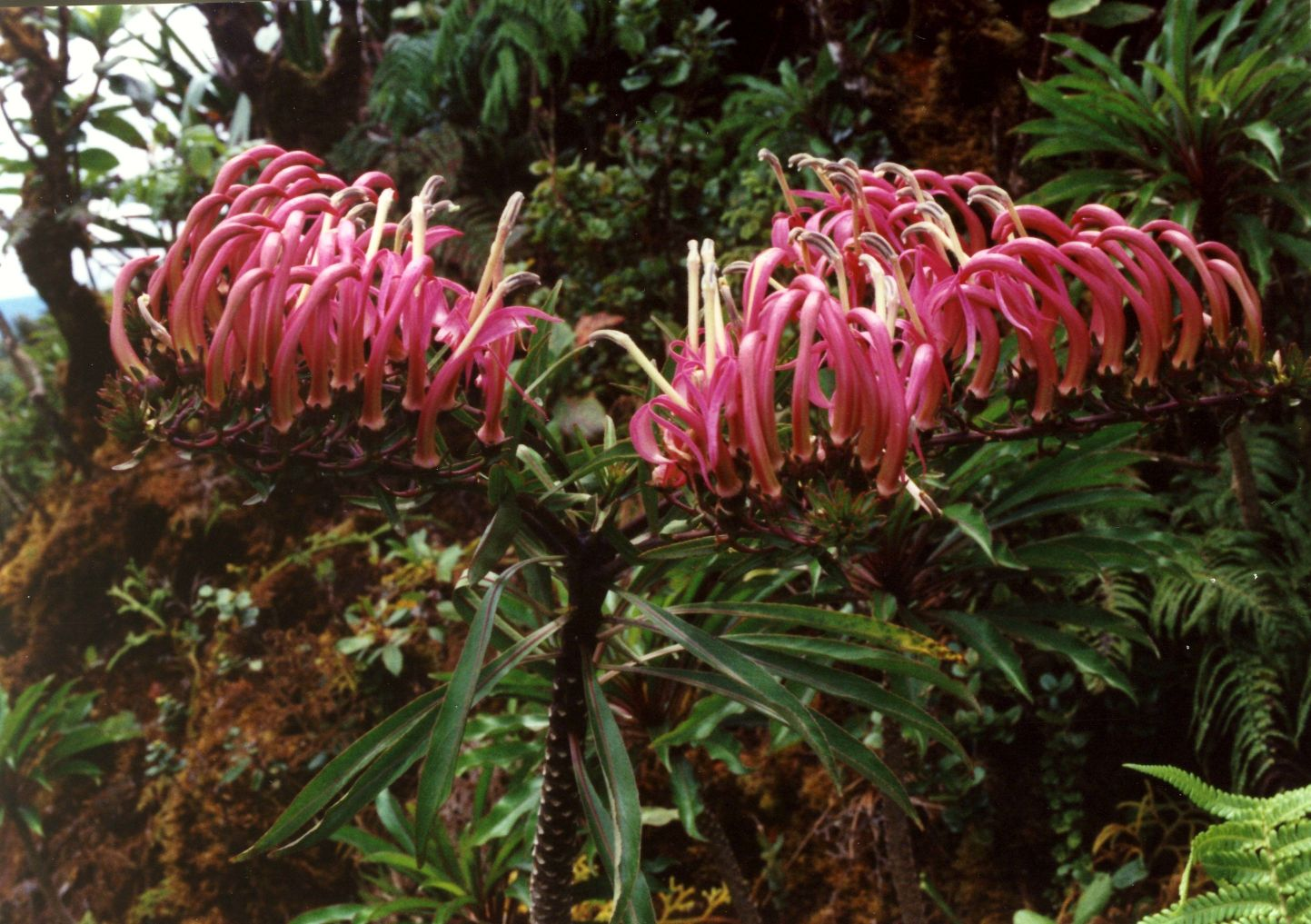
Unterfamilie Lobelioideae: Trematolobelia macrostachys

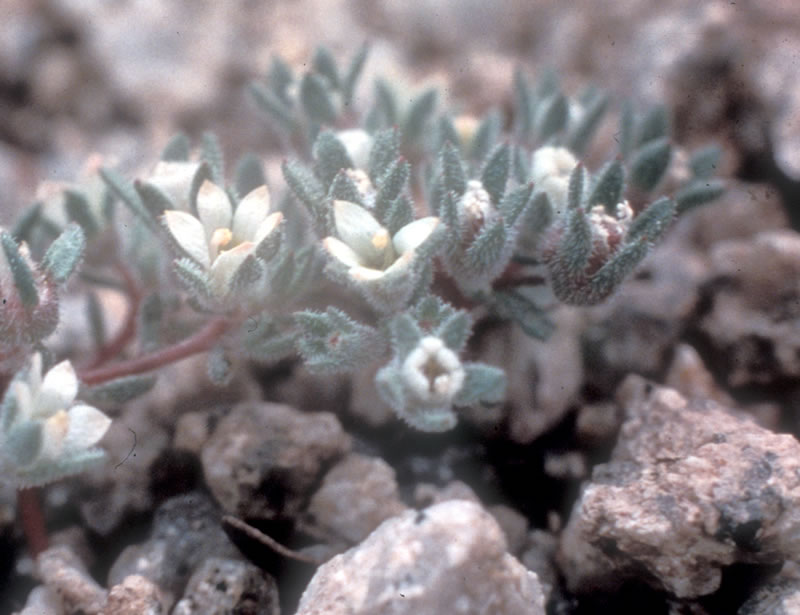
Unterfamilie Nemacladoideae: Nemacladus twisselmannii

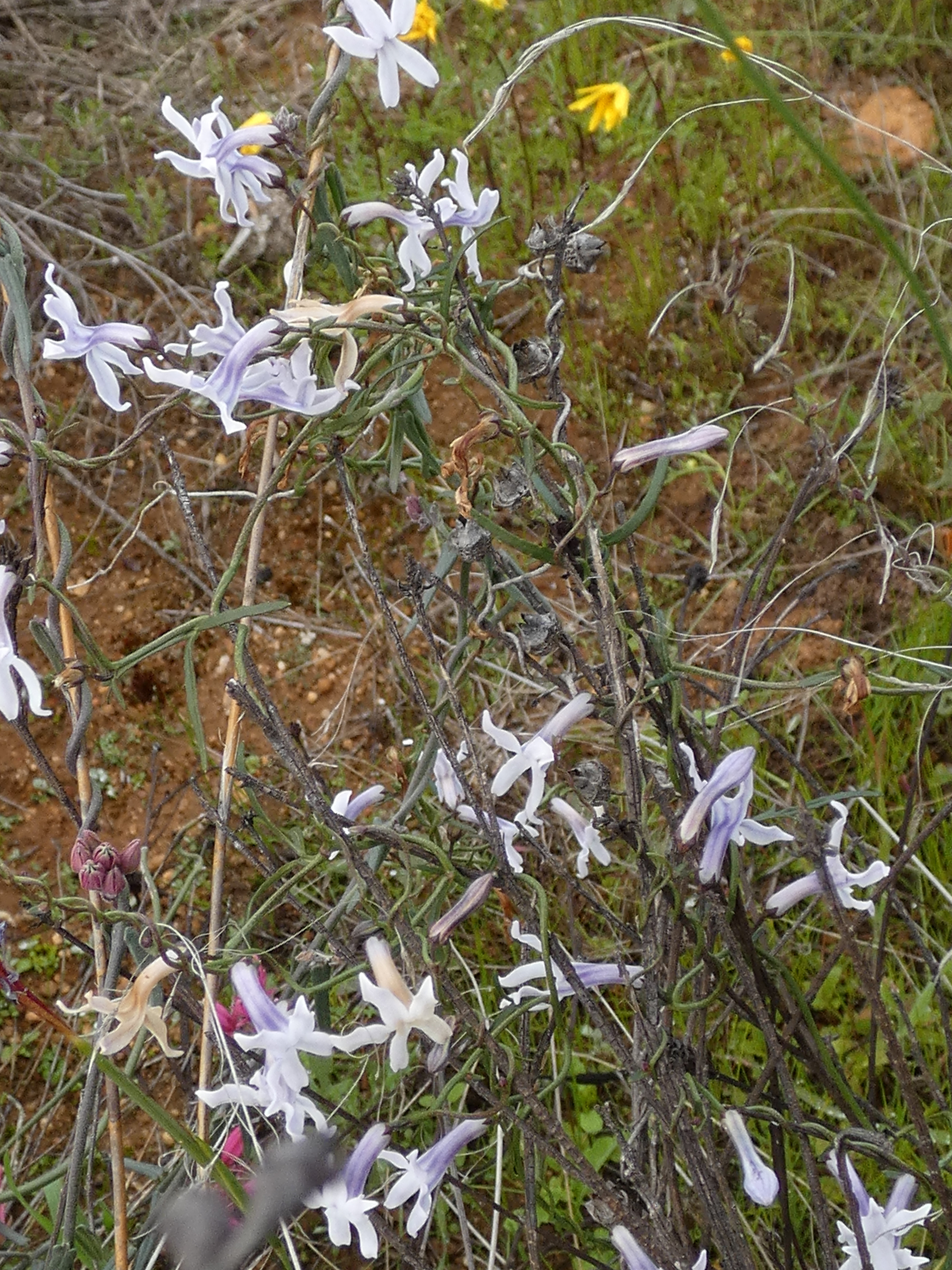
Unterfamilie Cyphioideae: Cyphia volubilis

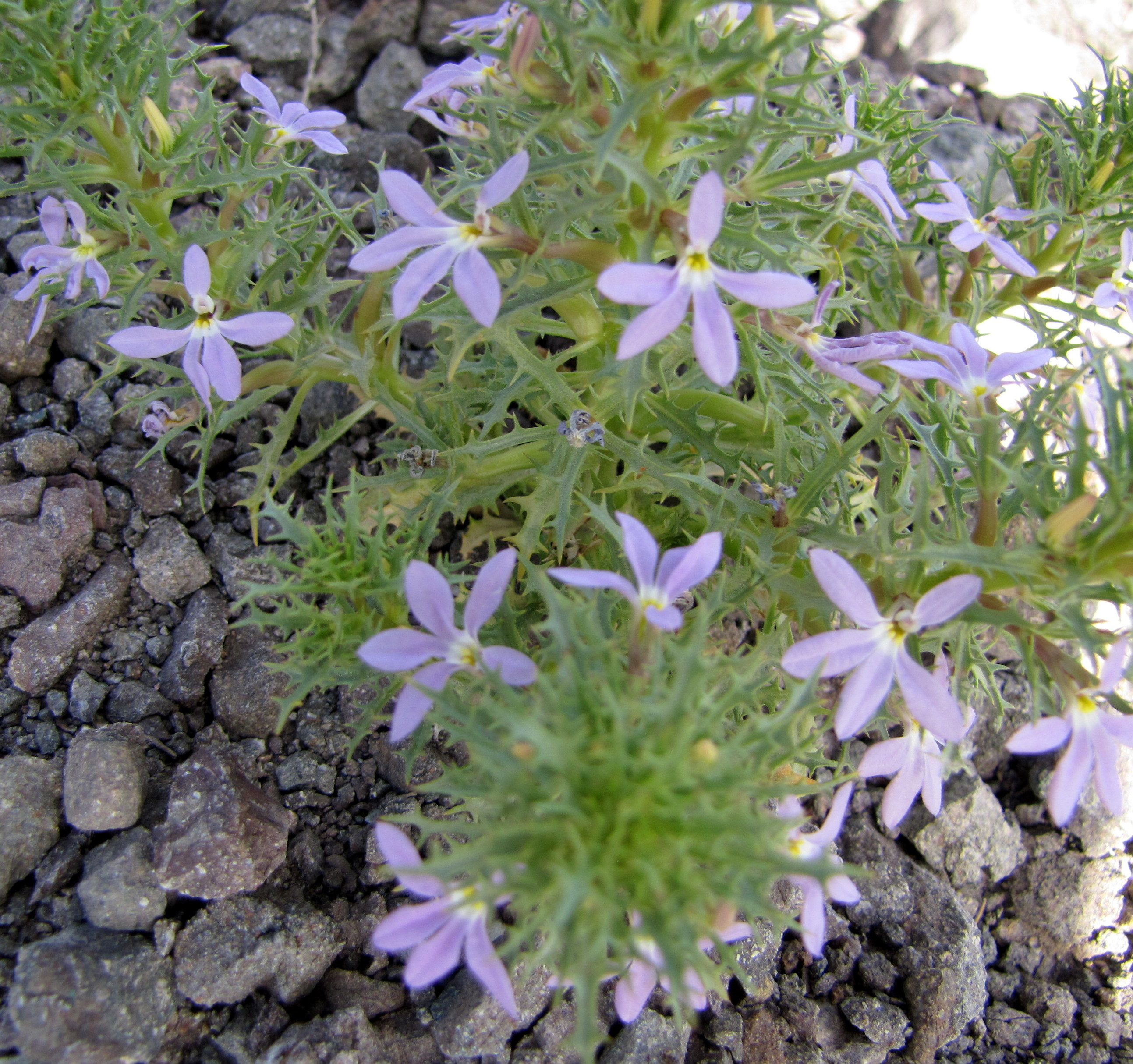
Unterfamilie Cyphocarpoideae: Cyphocarpus rigescens

Die Familie Campanulaceae wurde 1789 durch Antoine Laurent de Jussieu in Genera Plantarum, S. 163 aufgestellt. Typusgattung ist Campanula. Synonyme für Campanulaceae Juss. s. l. sind: Cyananthaceae J.Agardh, Cyphiaceae A.DC., Cyphocarpaceae Reveal & Hoogland, Jasionaceae Dumort., Lobeliaceae Juss. nom. cons., Nemacladaceae Nutt..
Die Familie der Glockenblumengewächse (Campanulaceae) s. l. wurde in fünf Unterfamilien gegliedert und enthält 85 bis 86 Gattungen mit 2000 bis 2300 Arten: Diese Gliederung wird kontrovers diskutiert und es werden wieder Gattungen in eigene Familien ausgegliedert: Cyphiaceae A.DC., Lobeliaceae Juss. nom. cons., Nemacladaceae Nutt., Cyphocarpaceae Reveal & Hoogland. Stattdessen wird die Familie der Glockenblumengewächse (Campanulaceae) s. str. in drei Tribus gegliedert.
Hier die Gliederung der Campanulaceae s. l. mit fünf Unterfamilien und in diesem weiten Umfang 85 bis 86 Gattungen mit 2000 bis 2300 Arten:
- Unterfamilie Campanuloideae Burnett: Sie haben radiärsymmetrische Blüten und oberständige Fruchtknoten. Die 45 bis 50 Gattungen mit etwa 950 Arten sind weltweit verbreitet:
  - Adenophora Fisch.: Es ist eine monophyletische Gattung und enthält etwa 62 Arten hauptsächlich in Ostasien und reicht auch bis Indien und Vietnam; in Mitteleuropa nur:
    - Becherglocke oder Lilienglöckchen (Adenophora liliifolia (L.) Besser, Syn.: Campanula liliifolia L.):[10] Sie ist weit verbreitet und ist die einzige Art dieser Gattung, die auch in Europa vorkommt.

  - Asyneuma Griseb. & Schenk: Die etwa 33 Arten sind in Nordafrika und Gemäßigten Gebieten Eurasiens weitverbreitet.
  - Azorina Feer: Sie enthält nur eine Art:
    - Azorina vidalii (H.C.Watson) Feer: Dieser Endemit kommt nur auf den Azoren vor.

  - Berenice Tul.: Sie enthält nur eine Art:
    - Berenice arguta Tul.: Dieser Endemit kommt nur auf Réunion vor.

  - Glockenblumen (Campanula L., Syn.: Annaea Kolak., Astrocodon Fed., Brachycodon Fed. nom. illeg., Brachycodonia Fed. ex Kolak., Campanulastrum Small, Cenekia Opiz, Decaprisma Raf., Depierrea Schltdl., Diosphaera Buser, Drymocodon Fourr., Echinocodon Kolak. nom. illeg., Echinocodonia Kolak., Erinia Noulet, Gadellia Schulkina, Gaertnera Retz. nom. illeg., Hemisphaera Kolak., Lacara Raf., Hyssaria Kolak., Loreia Raf., Marianthemum Schrank, Medium Spach, Medium Opiz nom. illeg., Megalocalyx (Damboldt) Kolak., Mzymtella Kolak., Nenningia Opiz, Neocodon Kolak. & Serdyuk., Pentropis Raf., Petkovia Stef., Popoviocodonia Fed., Pseudocampanula Kolak., Quinquelocularia K.Koch, Rapunculus Fourr. nom. illeg., Rotantha Small, Roucela Dumort., Sykoraea Opiz nom. inval., Symphyandra A.DC., Sicyocodon Feer, Syncodon Fourr. nom. inval., Rapuntia Chevall., Talanelis Raf. nom. inval., Trachelioides Opiz, Tracheliopsis Buser, Weitenwebera Opiz):[5] Es ist eine polyphyletische Gattung und enthält 300 bis 500 Arten, die weit verbreitet von den arktischen bis zu den Gemäßigten Gebieten der Nordhalbkugel sind.[11]
  - Canarina L.: Von den nur drei Arten kommen zwei in Ostafrika und eine auf den Kanarischen Inseln vor.
  - Codonopsis Wall. (Syn.: Campanumoea Blume, Glosocomia D.Don, Glossocomia Rchb., Leptocodon (Hook. f.) Lem.): Die etwa 42 Arten sind im Zentral-, Ost- und Südasien weitverbreitet, davon kommen 40 Arten in China vor.[5]
  - Craterocapsa Hilliard & B.L.Burtt: Die etwa fünf Arten kommen im südlichen tropischen und im südlichen Afrika vor.[5]
  - Cryptocodon Fed.: Sie enthält nur eine Art:[5]
    - Cryptocodon monocephalus (Trautv.) Fed.: Sie kommt in Zentralasien vor.[5]

  - Cyananthus Wall. ex Benth.: Die etwa 18 Arten gedeihen im Himalaja und dem Hengduan-Gebirge, davon 17 Arten in China.[11]
  - Cyclocodon Griff.: Die nur drei Arten sind vom Himalaja bis zu den Ryūkyū-Inseln, den Philippinen und Papua-Neuguinea verbreitet. Alle drei Arten kommen auch in China vor.
  - Cylindrocarpa Regel: Sie enthält nur eine Art:[5]
    - Cylindrocarpa sewerzowii (Regel) Regel: Sie kommt nur in Kirgisistan vor.[5]

  - Echinocodon D.Y.Hong: Sie enthält nur eine Art:[12][5]
    - Echinocodon draco (Pamp.) D.Y.Hong (Syn.: Codonopsis draco Pamp., Echinocodon lobophyllus D.Y.Hong): Sie kommt in den chinesischen Provinzen südöstliches Shaanxi und Hubei nur in Yunxi vor.[5][12]

  - Edraianthus A.DC.: Die etwa 20 Arten sind in Südeuropa, besonders in Südosteuropa, verbreitet.
  - Favratia Feer: Sie enthält nur eine Art[11] (die aber vielleicht auch zu Campanula zu stellen ist):
    - Zois-Glockenblume (Favratia zoysii (Wulfen) Feer,[11] Syn.: Campanula zoysii Wulfen): Es ist ein Endemit der Südostalpen.

  - Feeria Buser: Sie enthält nur eine Art:[5]
    - Feeria angustifolia (Schousb.) Buser: Dieser Endemit kommt nur im zentralen bis östlichen Marokko vor.[5]

  - Githopsis Nutt.: Die etwa vier Arten sind im westlichen Nordamerika von Kanada bis Mexiko verbreitet.[5]
  - Gunillaea Thulin: Die nur zwei Arten kommen von Tansania bis Namibia und auf Madagaskar vor.[5]
  - Hanabusaya Nakai: Sie enthält nur eine Art:
    - Hanabusaya asiatica (Nakai) Nakai: Sie kommt nur in Korea vor.[5]

  - Hesperocodon Eddie & Cupido: Sie enthält nur eine Art:[5] Nach den Ergebnissen von Eddie & Cupido 2014 sollte die einzige europäische Art der Gattung Wahlenbergia besser in eine eigene Gattung Hesperocodon gestellt werden.[13]
    - Efeu-Moorglöckchen (Hesperocodon hederaceus (L.) Eddie & Cupido, Syn.: Wahlenbergia hederacea (L.) Rchb.): Sie kommt im westlichen bis westlich-zentralen Europa vor.[5]

  - Heterochaenia DC.: Die etwa vier Arten kommen nur auf Réunion vor.[5]
  - Heterocodon Nutt.: Sie enthält nur eine Art:
    - Heterocodon rariflorus Nutt.: Sie ist im westlichen Nordamerika von British Columbia bis Kalifornien, Colorado und Nevada verbreitet.[5]

  - Himalacodon D.Y.Hong & Qiang Wang: Sie wurde 2014 aufgestellt und enthält nur eine Art:[12]
    - Himalacodon dicentrifolius (C.B.Clarke) D.Y.Hong & Qiang Wang (Syn.: Codonopsis dicentrifolia (C.B.Clarke) W.W.Sm.): Diese Neukombination erfolgte 2014. Sie kommt im zentralen bis östlichen Himalaja und im südlichen Tibet vor.[5]

  - Homocodon D.Y.Hong: Die nur zwei Arten sind in Bhutan und China verbreitet. Beide Arten kommen in China vor.[5]
  - Sandrapunzel (Jasione L.): Die etwa 15 Arten sind in Europa und im Mittelmeerraum verbreitet. Zwei Arten kommen in Zentraleuropa vor.[5]
  - Frauenspiegel (Legousia Durande): Die etwa sechs Arten kommen von Makaronesien bis Europa und auf der Arabischen Halbinsel vor.[5]
  - Leptocodon (Hook. f.) Lem.: Die nur zwei Arten sind im nördlichen Indien, Bhutan, im östlichen Nepal, im nördlichen Myanmar und im südwestlichen China verbreitet. Beide Arten kommen in China vor. Diese Arten werden von manchen Autoren auch zur Gattung Codonopsis gestellt.[5]
  - Merciera A.DC.: Die etwa sechs Arten sind in Südafrika verbreitet.[5]
  - Michauxia L'Hér.: Die etwa sieben Arten sind in Vorderasien verbreitet:
    - Gewöhnliche Türkenglocke (Michauxia campanuloides L'Hér.): Sie ist in der Türkei, im Gebiet von Syrien und Libanon und in Palästina beheimatet.[5]
    - Michauxia koeieana Rech. f.: Sie kommt im Iran vor.[5]
    - Michauxia laevigata Vent.: Sie kommt von der Türkei bis zum Iran vor.[5]
    - Michauxia nuda A.DC.: Sie kommt von der südöstlichen Türkei bis zum Irak vor.[5]
    - Michauxia stenophylla Boiss. & Hausskn.: Sie kommt im Iran vor.[5]
    - Tschihatcheff-Türkenglocke (Michauxia tchihatcheffii Fisch. & C.A.Mey.): Sie kommt in der Türkei vor.[5]
    - Michauxia thyrsoidea Boiss. & Heldr.: Sie kommt in der Türkei vor.[5]

  - Microcodon A.DC.: Die drei oder vier Arten kommen nur in der südafrikanischen Provinz Westkap vor.[5][14]
  - Musschia Dum.: Die seit 2007 drei Arten kommen auf Madeira und benachbarten Inseln vor:[5]
    - Musschia aurea (L. f.) Dumort.
    - Musschia isambertoi M.Seq., R.Jardim, Magda Silva & L.Carvalho: Sie wurde 2007 von den Ilhas Desertas der Inselgruppe Madeira erstbeschrieben.[5]
    - Musschia wollastonii Lowe

  - Namacodon Thulin: Sie enthält nur eine Art:
    - Namacodon schinzianus (Markgr.) Thulin: Sie kommt in Namibia und vielleicht in Südafrika vor.[5]

  - Nesocodon Thulin: Sie enthält nur eine Art:
    - Nesocodon mauritianus (I.Richardson) Thulin: Dieser Endemit kommt nur auf Mauritius vor.[5]

  - Ostrowskia Regel: Sie enthält nur eine Art:
    - Ostrowskia magnifica Regel: Sie kommt in Kirgisistan und in Tadschikistan vor.[5]

  - Pankycodon D.Y.Hong & H.Sun: Sie wurde 2014 aufgestellt und enthält nur eine Art:[5][15][16][12]
    - Pankycodon purpureus (Wall.) D.Y.Hong & X.T.Ma (Syn.: Codonopsis purpurea Wall.): Diese Neukombination erfolgte 2014. Sie kommt im Himalaja und im westlichen Yunnan vor.[5]

  - Peracarpa Hook. f. & Thomson: Sie enthält nur eine Art:
    - Peracarpa carnosa (Wallich) Hook. f. & Thomson: Sie ist von Indien, Bhutan, Nepal, Myanmar, China, Taiwan, Korea, Japan, Thailand, Papua-Neuguinea, den Philippinen, Sachalin und Kamtschatka weitverbreitet.[5]

  - Petromarula Vent. ex R.Hedw.: Sie enthält nur eine Art:
    - Kretische Rutenglockenblume (Petromarula pinnata (L.) A.DC.): Dieser Endemit kommt nur auf Kreta vor.[5]

  - Physoplexis (Endl.) Schur: Sie enthält nur eine Art:
    - Schopfteufelskralle (Physoplexis comosa (L.) Schur): Sie ist in Österreich, im nördlichen Italien und in Slowenien beheimatet.[5]

  - Teufelskrallen (Phyteuma L.): Die etwa 22 Arten sind in Europa und in Marokko verbreitet.[5]
  - Platycodon A.DC.: Sie enthält nur eine Art:
    - Ballonblume (Platycodon grandiflorus (Jacq.) A.DC.): Sie ist vom südöstlichen Sibirien bis Japan und China beheimatet und wird weltweit als Zierpflanze verwendet.[5]

  - Prismatocarpus L'Hér.: Die etwa 29 Arten kommen nur in Südafrika vor, die meisten davon nur in der südafrikanischen Provinz Westkap.[17]
  - Pseudocodon D.Y.Hong & H.Sun: Sie wurde 2014 aufgestellt und enthält seit 2015 acht Arten, die vom zentralen Himalaja bis zum südlichen-zentralen China verbreitet sind.[12]
  - Rhigiophyllum Hochst.: Sie enthält nur eine Art:[18]
    - Rhigiophyllum squarrosum Hochst.: Dieser Endemit kommt nur in der südafrikanischen Provinz Westkap vor.[18]

  - Roella L.: Die etwa 20 Arten kommen nur im südlichen Afrika vor, die meisten davon nur in der südafrikanischen Provinz Westkap.[19]
  - Sergia Fed.: Die nur zwei Arten kommen in Tadschikistan und in Kasachstan vor.[5]
  - Siphocodon Turcz.: Die nur zwei Arten kommen nur in der südafrikanischen Provinz Westkap vor.[20]
  - Theilera E.Phillips: Von den nur zwei Arten kommt die eine nur in der südafrikanischen Provinz Westkap und die andere nur in der südafrikanischen Provinz Ostkap vor.[21]
  - Trachelium L.: Die zwei bis drei Arten im Mittelmeerraum und in Makaronesien verbreitet und werden als Zierpflanzen verwendet:
    - Blaues Halskraut (Trachelium caeruleum L., Syn.: Trachelium azureum Gouan): Bei manchen Autoren ist diese auch die einzige Art mit den beiden Unterarten Trachelium caeruleum L. subsp. caeruleum und Trachelium caeruleum subsp. lanceolatum (Guss.) Arcang.[4] Sie ist im westlichen Mittelmeerraum und in Makaronesien verbreitet.[5]
    - Trachelium lanceolatum Guss.: Es ist ein Endemit der Monti Iblei auf Sizilien.
    - Trachelium ×halteratum (Bianca ex Ces., Pass. & Gibelli) Sandwith: Es ist eine Naturhybride auf Sizilien. Nicht mehr zu dieser Gattung, sondern zur Gattung Campanula werden die beiden Arten gerechnet:
    - Waldmeister-Halskraut (Campanula asperuloides (Boiss. & Orph.) Harms, Syn.: Trachelium asperuloides Boiss. & Orph.).
    - Jacquin-Halskraut (Campanula jacquinii (Sieber) A.DC., Syn.: Trachelium jacquinii (Sieber) Boiss.)

  - Treichelia Vatke: Sie enthält seit 2012 zwei Arten:[22]
    - Treichelia dodii Cupido (Syn.: Wahlenbergia depressa Wolley-Dod nom. illeg.): Sie wurde 2012 erstbeschrieben. Die wenigen voneinander isolierten Populationen kommen nur in der südafrikanischen Provinz Westkap von Malmesbury bis zur Kaphalbinsel und Riversdale vor. Die Bestände nehmen fortlaufend ab.[22]
    - Treichelia longibracteata (H.Buek) Vatke: Dieser Endemit kommt nur in der südafrikanischen Provinz Westkap vor.[22]

  - Triodanis Raf.: Die etwa sechs Arten sind von Nordamerika bis Guatemala und im westlichen sowie südlichen Südamerika verbreitet.[5]
  - Wahlenbergia (Schrad. ex Roth): Die etwa 260 Arten sind hauptsächlich auf der Südhalbkugel verbreitet, besonders im Südlichen Afrika. Das Verbreitungsgebiet reicht von Afrika bis ins östliche und südliche Asien und umfasst auch Australien, die Inseln im südwestlichen Pazifik und Südamerika. Eine Art (Wahlenbergia lobelioides) kommt in Makaronesien vor.[5]
  - Zeugandra P.H.Davis: Die nur zwei Arten kommen im Iran vor.[5]

- Unterfamilie Lobelioideae Burnett: Sie haben zygomorphe Blüten und unterständige Fruchtknoten. Sie haben eine weltweite Verbreitung, allerdings sind die meisten Arten tropisch, ein Schwerpunkt der Artenvielfalt ist die Neotropis. Sie enthält 29 bis 32 Gattungen mit etwa 1200 Arten:[23]
  - Apetahia Baill.: Die etwa vier Arten sind auf Pazifischen Inseln verbreitet. Sie werden von manchen Autoren auch in die Gattung Sclerotheca A.DC. gestellt.[5]
  - Brighamia A.Gray: Die nur zwei Arten kommen nur auf Hawaii vor:[5]
    - Brighamia insignis A.Gray
    - Brighamia rockii H.St.John

  - Burmeistera H.Karst. & Triana: Die etwa 100 Arten sind in Zentralamerika und Südamerika von Guatemala bis zu den Anden in Peru verbreitet.[5] Es gibt krautige und verholzende Arten.
  - Calcaratolobelia Wilbur: Die etwa zwölf Arten sind von Mexiko bis Zentralamerika weitverbreitet. Sie werden von manchen Autoren auch zur Gattung Lobelia Plum. ex L. gestellt.[5]
  - Centropogon C.Presl: Die etwa 113 Arten sind von Mexiko bis ins tropische Südamerika sowie auf den Kleinen Antillen verbreitet.[5] Es gibt krautige und verholzende Arten.
  - Clermontia Gaudich.: Die etwa 22 Arten kommen nur auf Hawaii vor.[5]
  - Cyanea Gaudich. (Syn.: Kittelia Rchb., Rollandia Gaudich.): Die etwa 78 Arten kommen nur auf Hawaii vor.[5]
  - Delissea Gaudich.: Die etwa 15 Arten kommen nur auf Hawaii vor.[5]
  - Dialypetalum Benth.: Die etwa fünf Arten kommen nur in Madagaskar vor.[5]
  - Diastatea Scheidw.: Die etwa fünf Arten sind von Mexiko bis ins nordwestliche Argentinien verbreitet.[5]
  - Dielsantha E.Wimm.: Sie enthält nur eine Art:
    - Dielsantha galeopsoides (Engl. & Diels) E.Wimm.: Sie kommt von Nigeria bis ins westlich-zentrale tropische Afrika vor.[5]

  - Downingia Torr. (Syn.: Bolelia Raf.): Die etwa 13 Arten sind im westlichen Nordamerika von Kanada bis Mexiko verbreitet und kommen auch in Chile und in Argentinien vor.[5]
  - Grammatotheca C.Presl: Sie enthält nur eine Art:
    - Grammatotheca bergiana (Cham.) C.Presl: Sie kommt in Australien und im südlichen Afrika vor.[5]

  - Heterotoma Zucc.: Sie enthält nur eine Art:
    - Heterotoma lobelioides Zucc.: Sie ist in Zentralamerika vom Mexiko bis Costa Rica verbreitet.[5]

  - Hippobroma G.Don: Sie enthält nur eine Art:
    - Hippobroma longiflora (L.) G.Don: Die ursprüngliche Heimat liegt auf Jamaika. Sie ist in vielen tropischen bis subtropischen Gebieten der Welt ein Neophyt.[5]

  - Howellia A.Gray: Sie enthält nur eine Art:
    - Howellia aquatilis A.Gray: Sie kommt in den US-Bundesstaaten Oregon, Washington, Idaho, Montana sowie Kalifornien vor.[5]

  - Isotoma (R.Br.) Lindl.: Die etwa 14 Arten sind in Australien und Neuseeland verbreitet.[5]
  - Legenere McVaugh: Sie enthält nur eine Art:
    - Legenere valdiviana (Phil.) E.Wimm.: Sie ist in Kalifornien, in Chile und Argentinien verbreitet.[5]

  - Lobelien (Lobelia L.): Sie ist mit 365 bis 415 Arten die zweitartenreichste Gattung der Familie Campanulaceae. Ihre Arten sind hauptsächlich in den Tropen und Subtropen, besonders im tropischen Afrika und der Neotropis verbreitet, nur wenige Arten reichen auch in die Gemäßigten Gebiete.
  - Lysipomia Kunth: Die etwa 30 Arten sind von Venezuela bis ins westliche Südamerika verbreitet.[5]
  - Monopsis Salisb.: Die etwa 18 Arten sind im tropischen und südlichen Afrika und auf den Komoren verbreitet.[5]
  - Palmerella A.Gray: Sie enthält nur eine Art:
    - Palmerella debilis A.Gray: Sie kommt im südlichen Kalifornien und im mexikanischen nördlichen Baja California vor.[5]

  - Porterella Torr.: Sie enthält nur eine Art:
    - Porterella carnosula (Hook. & Arn.) Torr.: Sie ist in den westlichen Vereinigten Staaten beheimatet.[5]

  - Ruthiella Steenis (Syn.: Phyllocharis Diels): Die vier oder fünf Arten kommen nur in Neuguinea vor.[5]
  - Sclerotheca A.DC.: Die vier bis sechs Arten kommen im südlichen Pazifik (Polynesien) vor.[5]
  - Siphocampylus Pohl: Die 200 bis 230 Arten gedeihen in den Gebirgsregionen von Costa Rica und Panama und von Venezuela bis Bolivien, Brasilien, Argentinien, Paraguay und Uruguay sowie auf den Großen Antillen.[5] Es gibt krautige und verholzende Arten.
  - Solenopsis C.Presl: Die etwa acht Arten kommen im Mittelmeerraum und auf den Kanarischen Inseln vor.[5]
  - Trematolobelia Zahlbr. ex Rock (Syn.: Trematocarpus Zahlbr.): Die acht Arten kommen nur auf Hawaii vor.[5]
  - Trimeris C.Presl: Sie enthält nur eine Art:
    - Trimeris scaevolifolia (Roxb.) Mabb.: Diese gefährdete Art ist ein Endemit auf der Insel St. Helena. Sie wird vom manchen Autoren auch als Lobelia scaevolifolia Roxb. zur Gattung Lobelia Plum. ex L. gestellt.[5]

  - Unigenes E.Wimm.: Sie enthält nur eine Art:
    - Unigenes humifusa (A.DC.) E.Wimm.: Sie gedeiht in der Capensis und kommt nur in der südafrikanischen Provinz Westkap vor.[24]

  - Wimmerella Serra, M.B.Crespo, Lammers: Die etwa zehn Arten sind im südlichen Afrika verbreitet.[5]
- Unterfamilie Nemacladoideae M.H.G.Gustafsson: Sie haben zygomorphe Blüten. Sie enthält drei Gattungen mit etwa 15 Arten, von den südwestlichen USA bis Mexiko:
  - Nemacladus Nutt.: Die etwa 13 Arten sind von den südwestlichen Vereinigten Staaten bis ins nordwestliche Mexiko verbreitet.[5]
  - Parishella A.Gray: Sie enthält nur eine Art:
    - Parishella californica A.Gray: Sie ist in Kalifornien beheimatet. Sie wird von manchen Autoren auch als Nemacladus californicus (A.Gray) Morin in die Gattung Nemacladus gestellt.[5]

  - Pseudonemacladus McVaugh: Sie enthält nur eine Art:
    - Pseudonemacladus oppositifolius (B.L.Rob.) McVaugh: Sie kommt in den mexikanischen Bundesstaaten San Luis Potosí und Hidalgo vor.[5]
- Unterfamilie Cyphioideae Schönland: Diese ausdauernden, krautigen Arten haben zygomorphe Blüten. Sie enthält nur eine Gattung.:
  - Cyphia P.J.Bergius: Die 50 bis 65 Arten sind hauptsächlich in Afrika von Eritrea bis besonders ins südliche Afrika[5] und auf den Kapverdischen Inseln verbreitet.
- Unterfamilie Cyphocarpoideae Gustafsson: Sie haben zygomorphe Blüten. Sie enthält nur eine Gattung:
  - Cyphocarpus Miers: Die nur drei Arten kommen nur in Chile vor.[5]